# 培雷火山
培雷火山（英語：Mount Pelée，法語：Montagne Pelée，中文又譯：派利火山／派里火山）是一座火山，位於法屬馬提尼克的北端，為活火山。培雷火山屬於層狀火山，火山錐由火山灰與火山岩漿所構成。培雷火山最著名的一次噴發發生在1902年，也是20世紀最嚴重的火山災害之一。這次噴發造成了約30,000人喪生，同時毀滅了當時馬提尼克島的最大城市圣皮埃尔。
1902年时，火山爆發在火山碎屑流路徑上只有兩名倖存者：路易-奧古斯特·西爾巴里被關在通風不良，地牢般的監獄；另一人則生活在城市的邊緣，遭受到嚴重燒傷 。一個年輕的女孩於火山爆發時搭乘小船到山洞避難，後來被發現漂浮距離島上2英里（3公里）之處。1902年培雷火山爆發是法國及其海外領土的歷史上唯一的嚴重火山災難。

## 地質
火山學家已經確定培雷火山曾經過三個不同的階段演變：初期、中期、現代。在最初的階段，培雷火山是普通層狀火山。古培雷火山遺骸目前仍在火山北部。
第二階段（所謂的中期），大約於10萬年前開始，之後沉寂很長時間。在中期，培雷火山出現多次噴發，類似1902年大爆發。大約25,000年前，培雷火山西南部塌方，形成山崩。本次活動類似聖海倫斯火山在1980年大爆發。
培雷火山在過去的5千年中已經確定有30多次噴發。

## 爆發

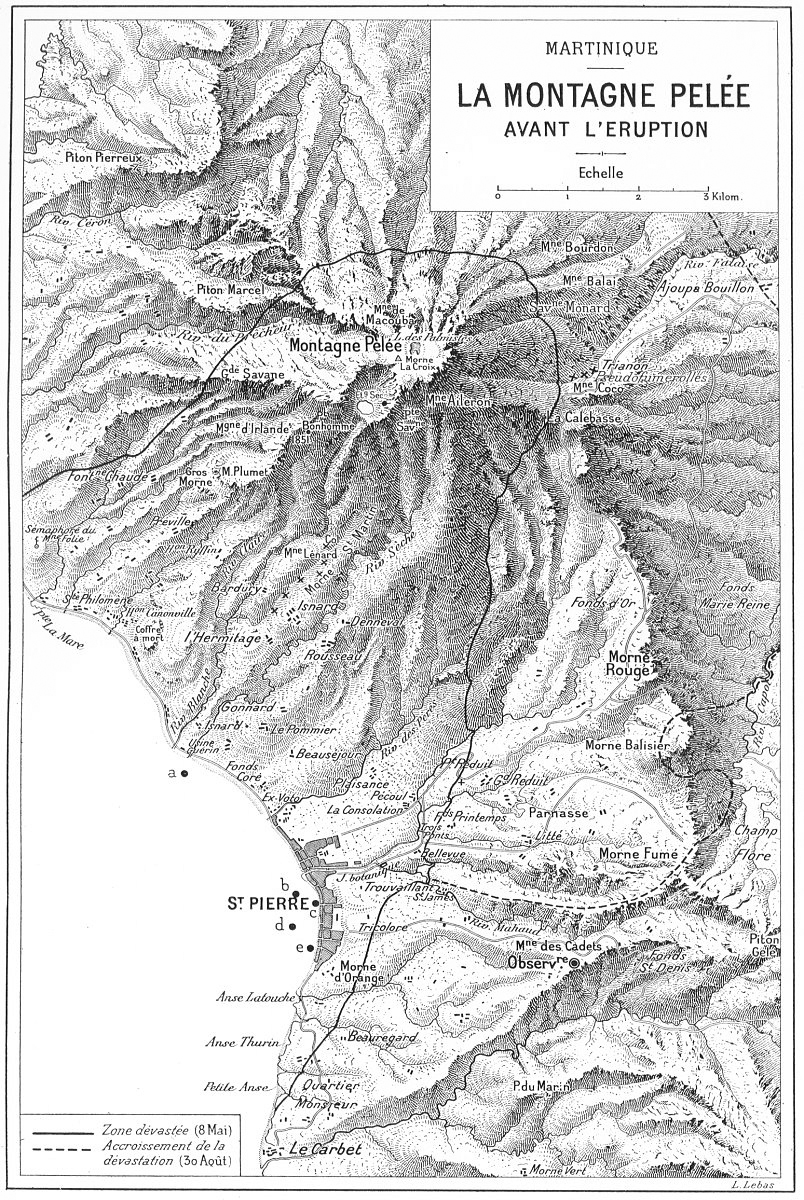
1902年火山爆發影響範圍（1904年繪製）

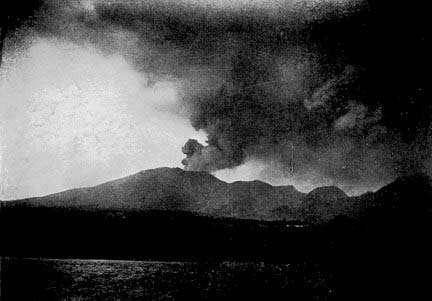
培雷火山1902年的大爆發

1902年火山爆發前，早在1900年夏天，噴氣孔活動出現增加的跡象。1792年和1851年輕微蒸汽爆發顯示火山活動活躍，存在潛在危險。當地加勒比海原住民自古以來就知道培雷火山在以前發生過大爆發。
1902年4月23日，培雷火山開始噴發，硫磺蒸氣從山頂附近的噴氣孔出現。當地人並不重視這個跡象，因為噴氣孔在過去就已經出現。4月23日，培雷火山其南部和西部噴發煤渣，地下震動相當劇烈。4月26日，培雷火山噴發火山灰，政府當局仍然沒有在意。
4月27日，幾名遠足者爬上山頂，發現培雷火山山麓一個有180米（589英尺）寬湖泊形成。強烈的硫磺氣味遍布距離培雷火山6.4公里（4.0英里）的聖皮埃爾，引起居民及馬匹身體不適。
5月2日下午11:30，培雷火山發出響亮的爆炸、地震、大規模黑色濃煙。火山灰和浮石覆蓋整個島嶼北半部。農場中的動物開始因飢餓乾渴而死，因為水和食物來源遭到火山灰污染。
5月3日，強風將火山灰雲吹向北方。許多市民決定逃離這個城市，蒸汽船都是客滿狀態。5月5日，培雷火山顯然靜下來一些; 然而，大約下午1點，海水突然退去約100公尺（330英尺），導致聖皮埃爾部分地區發生洪水。來自其他地區的難民湧入聖皮埃爾。那天晚上，大氣干擾輸電網路，城市陷入黑暗。

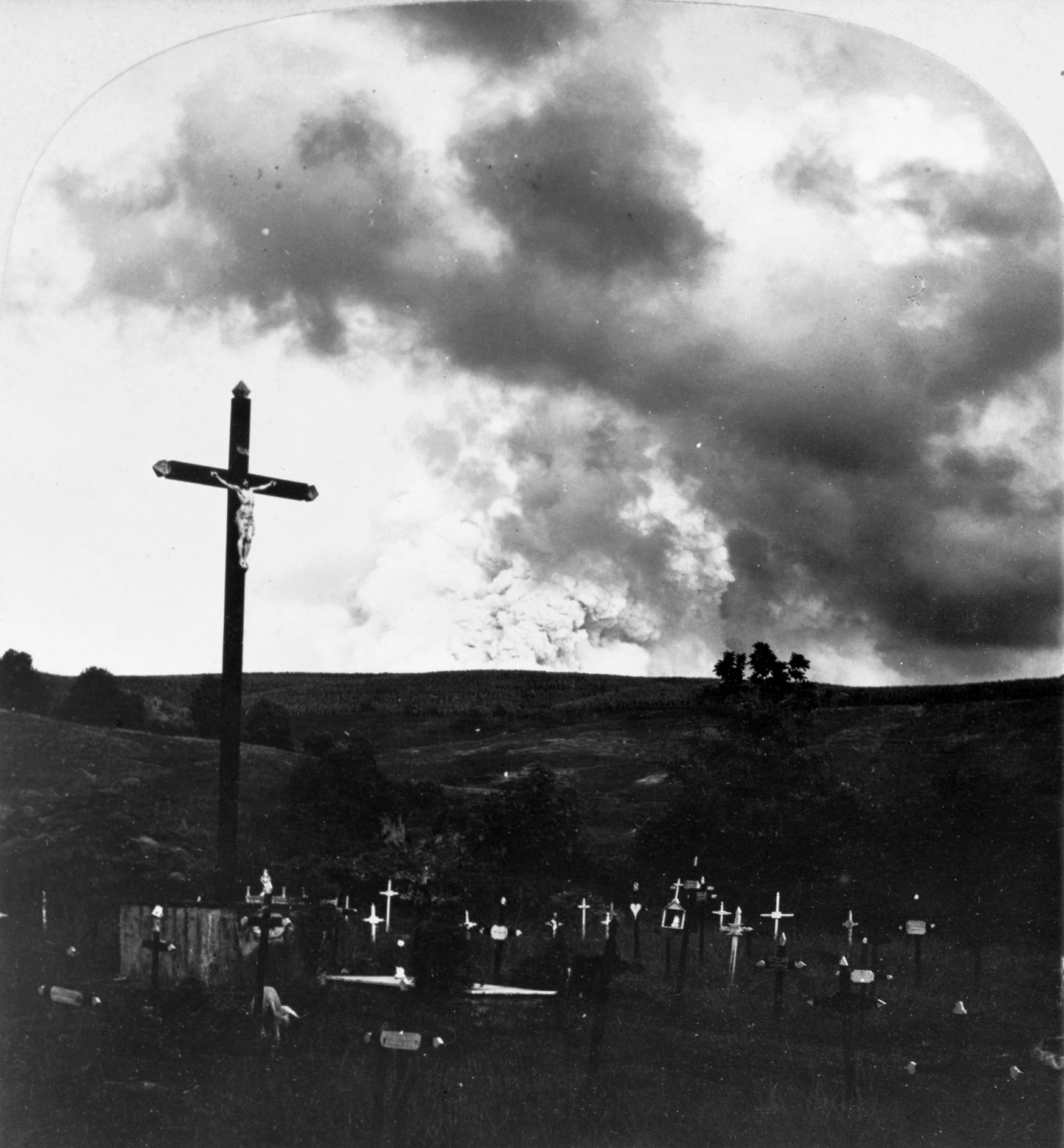
1902年火山爆發

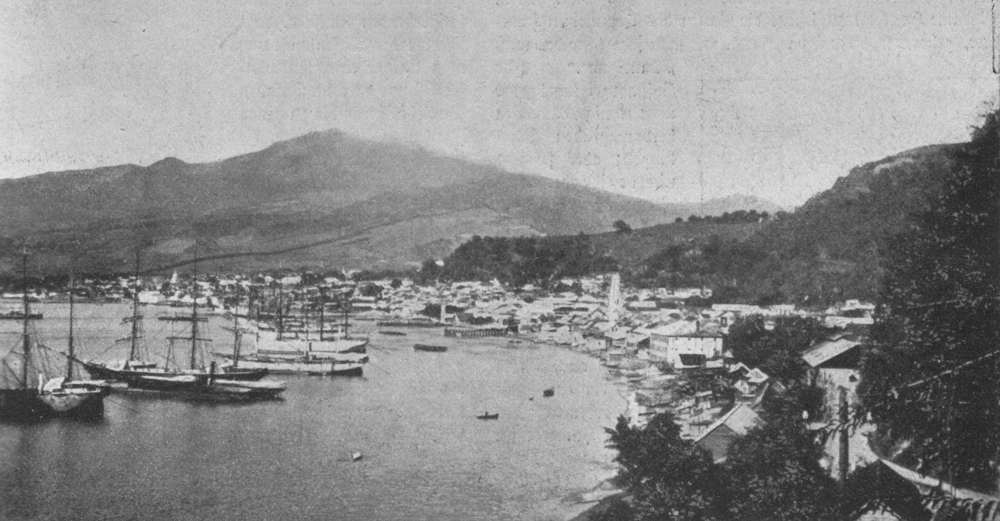
1902年火山爆發前的圣皮埃尔

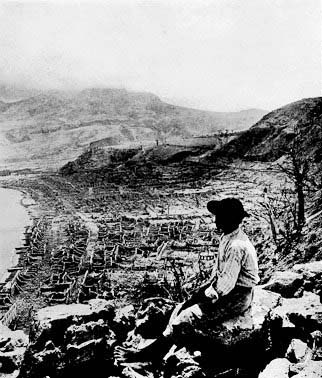
1902年火山爆發後的圣皮埃尔廢墟

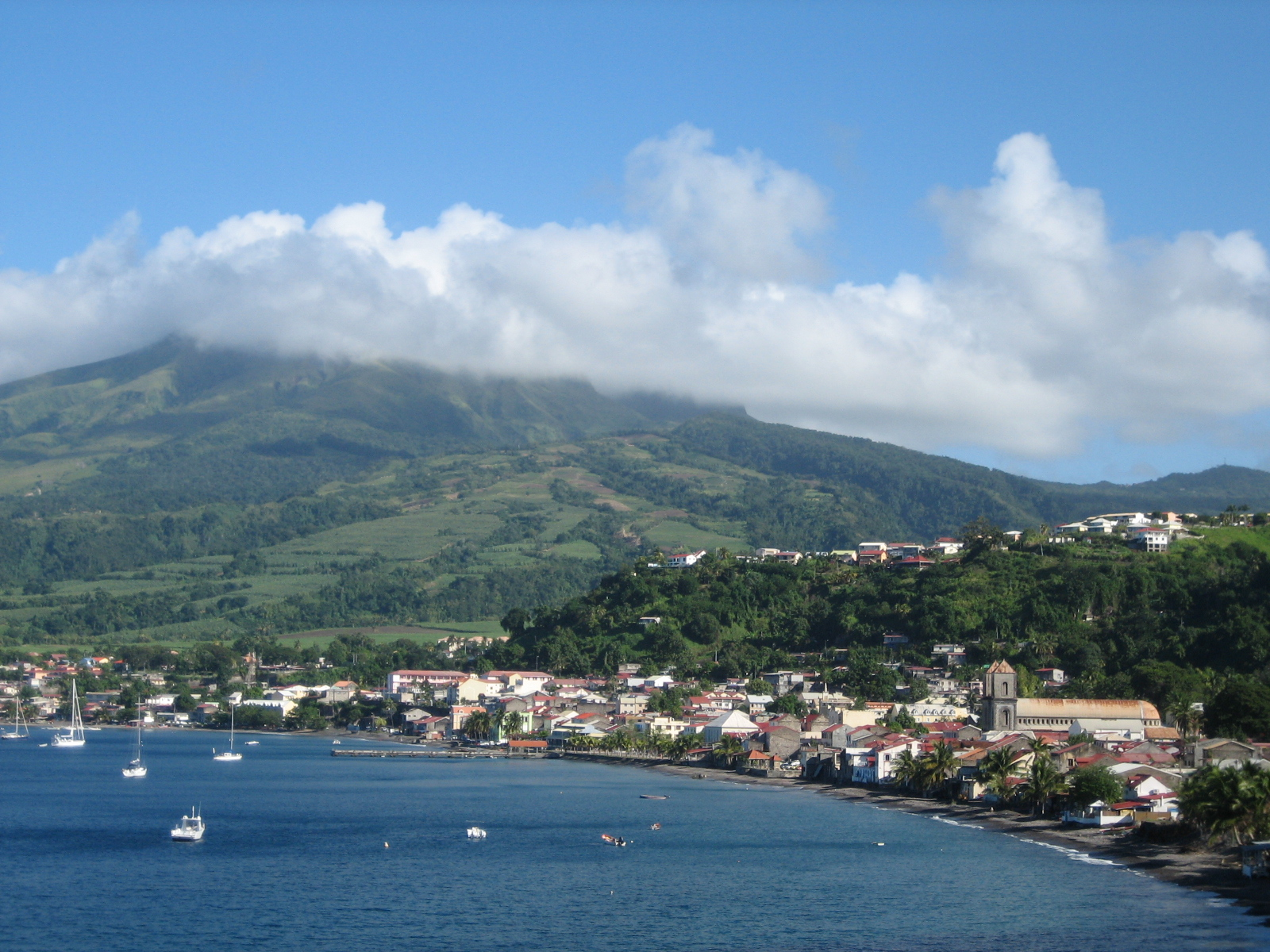
2008年的圣皮埃尔

5月7日凌晨4時左右，培雷火山活動加劇，火山灰雲造成周圍的山頂上出現火山閃電。農村越來越多的人尋找抵達聖皮埃爾，增加幾千人。當時報紙認為聖皮埃爾是安全的地方，聖文森特島報紙認為火山內部壓力正在緩解。碼頭離開港口，只有一半的糖裝上貨物，儘管托運人抗議，間隙由港口當局的拒絕，並且被逮捕的威脅，因為許多其他平民不批准退出小鎮。法國殖民官Louis Mouttet和他的妻子留在城市。
1902年5月8日是耶穌升天節，培雷火山爆發摧毀聖皮埃爾。當晚，電報操作員發送火山活動報告給法蘭西堡，聲稱火山沒有顯著發展。他最後一次發射電報的時間是7:52 。接下來電報線斷了，海上的電纜維修船發現火山山腰開始破裂，濃厚的黑色火山雲水平噴出。烏雲向上捲起，形成一個巨大蘑菇雲，擴散天空50英里（80公里）之廣。火山雲的初始速度為每小時670公里（420英里）。火山碎屑流朝向聖皮埃爾而去。它包括過熱蒸汽、火山氣體、粉塵，溫度超過1,075℃（1,967℉）。在一分鐘內就覆蓋整個城市，瞬間點燃所有可燃物。
之後，雨水與灰燼混合，降下半小時的傾盆大雨。在接下來的幾個小時中，聖皮埃爾所有的通信切斷，沒有人知道發生了什麼事。一位目擊者說：「火山被炸成碎片」，而另一位則說：「火山就像巨大的煉油廠。」一個人甚至說，「城鎮在我們眼前消失了。」 火山碎屑雲摧毀8平方英里土地，聖皮埃爾是損害最大城市。倖存者由馬提尼克島官員安置於海灘。
一艘客輪於4月26日失蹤，被認為遭到火山碎屑流掩埋。客輪於早上6:30（爆發前不久）抵達聖皮埃爾港，後來沉沒。其殘骸仍然存在聖皮埃爾外海，所有乘客與28名船員中，除了一位小女孩及護士以外，都死於火山碎屑流。
1902年5月20日，培雷火山第二次噴發，摧毀聖皮埃爾倖存的部分，造成2000名救援人員，工程師和水手死亡。1902年8月30日，一次強大的爆發導致火山碎屑流往東流動。雖然這次爆發不如前兩次猛烈，8月30日，火山碎屑流襲擊Morne Rouge（至少造成800人死亡）、Ajoupa-Bouillo（造成250人死亡）、巴斯特爾-潘特（造成25人死亡）與莫爾納-凱博利（造成10人死亡）。這是培雷火山最後一次致命的噴發。
培雷火山1902年大爆發造成的破壞很快就傳播至世界各地。
培雷火山繼續爆發，直到1905年7月4日為止，之後，火山進入休眠，直到1929年都沒有噴發任何蒸氣。
在1929年9月16日，培雷火山又開始爆發。這一次，當局立即疏散危險區域居民。雖然有火山碎屑流出現，這次爆發不像1902年那樣劇烈，最終在1932年末結束。

## 影響
培雷火山爆發的研究，標誌現代火山學開始，科學家開始分析火山碎屑流及浪湧。安托萬·拉克魯瓦（Antoine Lacroix）是第一個描述火山碎屑流現象的地質學家。

## 外部連結
- Eruption of Mt. Pelée (1902)（页面存档备份，存于）
- "A Pioneering Volcanologist Narrowly Beats the Reaper" （页面存档备份，存于）
- La montagne Pelée
- Photos of Mt. Pelée volcanic rocks（页面存档备份，存于） (with text in French) retrieved 2009-05-17
- . The World's Work: A History of Our Time. June 1902, II: 2267–2268d  [2009-07-09]. （原始内容存档于2018-04-24）.
- LATELY THOMAS. . American Heritage Magazine. Vol. 12 no. 5. August 1961  [2014-09-14]. （原始内容存档于2006-07-10）.